# スパーク&スパーク
『スパーク&スパーク』は宝塚歌劇団の舞台作品。月組公演。
形式名は「ショー」。18場。
併演作品は『長靴をはいた猫』。

## 解説
※『宝塚歌劇100年史（舞台編）』の宝塚大劇場公演のページを参照。
ヨーロッパ公演にスタッフとして参加し、公演後、パリやロンドン、アメリカ合衆国等、各地の劇場を回って視察した酒井澄夫の帰国後第一作で、アメリカ風で統一されたテンポある明るいショー作品。現代のロックにアレンジした1930年代のヒット曲、ブルース等、曲調もいろいろである。

## 公演期間と公演場所
- 1976年5月14日 - 6月22日　宝塚大劇場[1]
- （東京宝塚劇場未公演）

## スタッフ
- 作・演出：酒井澄夫[1]
- 音楽：寺田瀧雄[2]、入江薫[2]、河崎恒夫[2]
- 音楽指揮：溝口堯[2]
- 振付：朱里みさを[2]、県洋二[2]、シュニー・パルミサーノ[2]
- 装置：石浜日出雄[2]
- 衣装：静間潮太郎[2]
- 照明：岸本武雄[3]
- 音響・録音：松永浩志[3]
- 小道具：上田特市[3]
- 効果：川ノ上智洋[3]
- 歌唱指導：水島早苗[3]
- 演出助手：三木章雄[3]
- 制作：三宅征夫[3]
- ヘア・デザイン：畠山順吉[3]